# NXT TakeOver: New Orleans
L'édition New Orleans de NXT TakeOver est une manifestation de catch (lutte professionnelle) produite par la World Wrestling Entertainment (WWE), une fédération de catch (lutte professionnelle) américaine, qui est diffusée sur le WWE Network. Cet événement met en avant les Superstars de la NXT, le club-école de la compagnie. L'événement s'est déroulé le 7 avril 2018 au Smoothie King Center à La Nouvelle-Orléans. Il s'agit du vingtième événement de NXT TakeOver.

## Contexte
Les spectacles de la World Wrestling Entertainment (WWE) sont constitués de matchs aux résultats prédéterminés par les scénaristes de la WWE. Ces rencontres sont justifiées par des storylines – une rivalité avec un catcheur, la plupart du temps – ou par des qualifications survenues dans les shows de la WWE telles que Raw, SmackDown et NXT. Tous les catcheurs possèdent une gimmick, c'est-à-dire qu'ils incarnent un personnage gentil (Face) ou méchant (Heel), qui évolue au fil des rencontres. Un événement comme New Orleans est donc un événement tournant pour les différentes storylines en cours,.

### Dusty Rhodes Tag Team Classic
Début février 2018, la WWE annonce l'organisation du tournoi Dusty Rhodes Tag Team Classic (en), un tournoi par équipe en hommage à Dusty Rhodes. La fédération annonce la participation de sept équipes :
- The Authors of Pain (Akam et Rezar)[4]
- TM-61 (Nick Miller et Shane Thorne)[4]
- The Street Profits (Angelo Dawkins et Montez Ford[4])
- Heavy Machinery (Tucker Knight et Otis Dozovic[4])
- SAnitY (Alexander Wolfe et Eric Young)[4]
- Riddick Moss et Tino Sabbatelli[4]
- The Forgotten Sons (Steve Cutler et Wesley Blake[4])

## Tableau des matchs

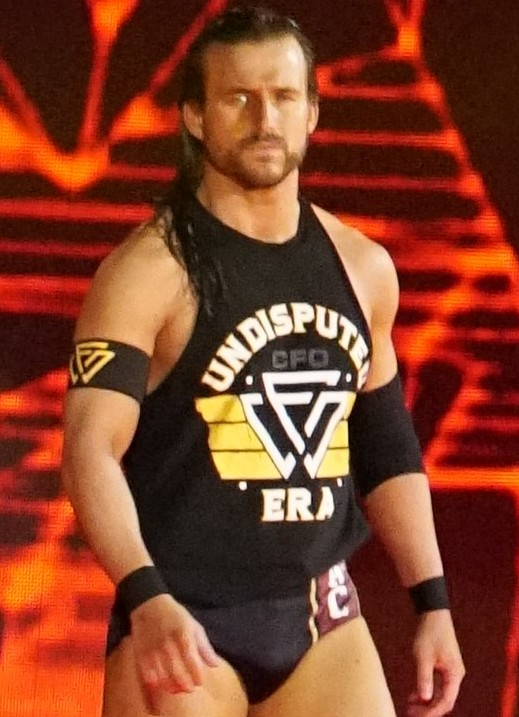
Adam Cole entre dans l'arène lors de NXT TakeOver: New Orleans en avril 2018.

| Ordre par numéros                                                                         | Résultat | Stipulation(s) | Temps |
| ----------------------------------------------------------------------------------------- | --- | --- | ----- |
| 1                                                                                         | Adam Cole bat EC3, Kilian Dain, Lars Sullivan, Ricochet et Velveteen Dream                                                     | Ladder match pour l'inauguration du NXT North American Championship                                                  | 31:24 |
| 2                                                                                         | Shayna Baszler bat Ember Moon (c) par soumission                                                                               | Match simple pour le NXT Women's Championship                                                                        | 12:56 |
| 3                                                                                         | The Undisputed Era (Adam Cole et Kyle O'Reilly) (c) battent The Authors of Pain (Akam et Rezar), Roderick Strong et Pete Dunne | Triple Threat Tag Team match pour les NXT Tag Team Championships et le tournoi Dusty Rhodes Tag Team Classic (en)    | 11:38 |
| 4                                                                                         | Aleister Black bat Andrade "Cien" Almas (c) (avec Zelina Vega)                                                                 | Match simple pour le NXT Championship                                                                                | 18:38 |
| 5                                                                                         | Johnny Gargano bat Tommaso Ciampa par soumission                                                                               | Unsanctioned match Si Johnny Gargano gagne, il reste à la NXT. En revanche s'il perd, il devra quitter la compagnie. | 37:06 |
| La lettre C placée entre parenthèses désigne la personne ou l’équipe championne en titre. | | |       |

### Dusty Rhodes Tag Team Classic
|  | Quarts de finale                                | Quarts de finale                                | Quarts de finale                                  | Quarts de finale                                  |                                                 |                                                 | Demi-finales | Demi-finales | Demi-finales | Demi-finales |  |  | Finale | Finale | Finale | Finale |
|  |                                                 |                                                 |                                                   |                                                   |                                                 |                                                 |              |              |              |              |  |  |        |        |        |        |
|  |                                                 |                                                 |                                                   |                                                   |                                                 |                                                 |              |              |              |              |  |  |        |        |        |        |
|  |                                                 |                                                 |                                                   |                                                   |                                                 |                                                 |              |              |              |              |  |  |        |        |        |        |
|  | The Street Profits                              | The Street Profits                              | Tombé                                             | Tombé                                             |                                                 |                                                 |              |              |              |              |  |  |        |        |        |        |
|  | The Street Profits                              | The Street Profits                              | Tombé                                             | Tombé                                             |                                                 |                                                 |              |              |              |              |  |  |        |        |        |        |
|  | Heavy Machinery (Otis Dozovic et Tucker Knight) | Heavy Machinery (Otis Dozovic et Tucker Knight) | 3:39                                              | 3:39                                              |                                                 |                                                 |              |              |              |              |  |  |        |        |        |        |
|  | Heavy Machinery (Otis Dozovic et Tucker Knight) | Heavy Machinery (Otis Dozovic et Tucker Knight) | 3:39                                              | 3:39                                              | The Street Profits                              | The Street Profits                              | 2:30         | 2:30         |              |              |  |  |        |        |        |        |
|  |                                                 |                                                 |                                                   |                                                   | The Street Profits                              | The Street Profits                              | 2:30         | 2:30         |              |              |  |  |        |        |        |        |
|  |                                                 |                                                 | The Authors of Pain                               | The Authors of Pain                               | Tombé                                           | Tombé                                           |              |              |              |              |  |  |        |        |        |        |
|  | The Authors of Pain (Akam et Rezar)             | The Authors of Pain (Akam et Rezar)             | The Authors of Pain                               | The Authors of Pain                               | Tombé                                           | Tombé                                           | Tombé        | Tombé        |              |              |  |  |        |        |        |        |
|  | The Authors of Pain (Akam et Rezar)             | The Authors of Pain (Akam et Rezar)             |                                                   |                                                   |                                                 |                                                 |              | Tombé        |              |              |  |  |        |        |        |        |
|  | TM-61 (Nick Miller et Shane Thorne)             | TM-61 (Nick Miller et Shane Thorne)             | 8:03                                              | 8:03                                              |                                                 |                                                 |              |              |              |              |  |  |        |        |        |        |
|  | TM-61 (Nick Miller et Shane Thorne)             | TM-61 (Nick Miller et Shane Thorne)             | 8:03                                              | 8:03                                              | The Undisputed ERA (Adam Cole et Kyle O'Reilly) | The Undisputed ERA (Adam Cole et Kyle O'Reilly) | Tombé        | Tombé        |              |              |  |  |        |        |        |        |
|  |                                                 |                                                 |                                                   |                                                   | The Undisputed ERA (Adam Cole et Kyle O'Reilly) | The Undisputed ERA (Adam Cole et Kyle O'Reilly) | Tombé        | Tombé        |              |              |  |  |        |        |        |        |
|  |                                                 |                                                 | The Authors of Pain Pete Dunne et Roderick Strong | The Authors of Pain Pete Dunne et Roderick Strong | -                                               | -                                               |              |              |              |              |  |  |        |        |        |        |
|  | Sanity (Alexander Wolfe et Eric Young)          | Sanity (Alexander Wolfe et Eric Young)          | The Authors of Pain Pete Dunne et Roderick Strong | The Authors of Pain Pete Dunne et Roderick Strong | -                                               | -                                               | Tombé        | Tombé        |              |              |  |  |        |        |        |        |
|  | Sanity (Alexander Wolfe et Eric Young)          | Sanity (Alexander Wolfe et Eric Young)          |                                                   |                                                   |                                                 |                                                 |              |              |              |              |  |  |        |        |        |        |
|  | Riddick Moss et Tino Sabbatelli                 | Riddick Moss et Tino Sabbatelli                 | 3:45                                              | 3:45                                              |                                                 |                                                 |              |              |              |              |  |  |        |        |        |        |
|  | Riddick Moss et Tino Sabbatelli                 | Riddick Moss et Tino Sabbatelli                 | 3:45                                              | 3:45                                              | Sanity                                          | Sanity                                          | 10:20        | 10:20        |              |              |  |  |        |        |        |        |
|  |                                                 |                                                 |                                                   |                                                   | Sanity                                          | Sanity                                          | 10:20        | 10:20        |              |              |  |  |        |        |        |        |
|  |                                                 |                                                 | Pete Dunne et Roderick Strong                     | Pete Dunne et Roderick Strong                     | Tombé                                           | Tombé                                           |              |              |              |              |  |  |        |        |        |        |
|  | Oney Lorcan et Danny Burch                      | Oney Lorcan et Danny Burch                      | Pete Dunne et Roderick Strong                     | Pete Dunne et Roderick Strong                     | Tombé                                           | Tombé                                           | 8:35         | 8:35         |              |              |  |  |        |        |        |        |
|  | Oney Lorcan et Danny Burch                      | Oney Lorcan et Danny Burch                      |                                                   |                                                   |                                                 |                                                 |              | 8:35         |              |              |  |  |        |        |        |        |
|  | Pete Dunne et Roderick Strong                   | Pete Dunne et Roderick Strong                   | Tombé                                             | Tombé                                             |                                                 |                                                 |              |              |              |              |  |  |        |        |        |        |
|  | Pete Dunne et Roderick Strong                   | Pete Dunne et Roderick Strong                   | Tombé                                             | Tombé                                             |                                                 |                                                 |              |              |              |              |  |  |        |        |        |        |
|  |                                                 |                                                 |                                                   |                                                   |                                                 |                                                 |              |              |              |              |  |  |        |        |        |        |

## Réception
Au cours de ce spectacle, deux matchs ont été notés 5 étoiles par le journaliste du Wrestling Observer Dave Meltzer. Le premier fut le ladder match pour l'inauguration du NXT North American Championship et le second fut le main event opposant Johnny Gargano et Tommaso Ciampa.